# Šamil' Salmanovič Basaev
Šamil' Salmanovič Basaev (in russo Шамиль Салманович Басаев?; in ceceno Баси Салман воӀ Шемал, Basi Salman voj Şemal; Vedeno, 14 gennaio 1965 – Malgobek, 10 luglio 2006) è stato un generale e politico russo di etnia cecena, che ha combattuto nella prima e seconda guerra cecena come militante islamista e leader indipendentista ceceno, adottando il nome di ʿAbd Allāh Shamīl Abu Idrīs al-Bassī (in arabo عبدالله شميل أبو إدريس أﻟﺒﺴﻲ‎?; in ceceno Абдалла́хI Ше́мал Абу́-Идри́с, Abdalláẋ Şémal Abú-Idrís; in russo Абдалла́х Шами́ль Абу́-Идри́с?, Abdallách Šamíl Abú-Idrís).
È stato leader dell'ala più radicale dell'insurrezione islamista anti-russa: durante le guerre cecene ha fatto ricorso alla guerriglia e al terrorismo, guidando o ordinando azioni eclatanti come quelle del teatro Dubrovka del 2002 e della scuola di Beslan del 2004, per richiamare l'attenzione dei media internazionali e chiedere l'indipendenza della Cecenia. Tra il 1997 e il 1998 è stato vicepresidente della Repubblica Cecena di Ichkeria nel governo guidato da Aslan Maschadov.

## Biografia

### Primi anni
Basaev nasce nel paese di Dišne-Vedeno, non lontano da Vedeno, nella zona sudorientale della Cecenia, da genitori membri del teip Benoy. Il suo nome fu scelto in onore dell'Imam Šamil', ultimo leader della resistenza cecena nella guerra caucasica. Membri della sua famiglia sono stati attivi sia nel tentativo, poi abortito, di creare un emirato nord-caucasico dopo la Rivoluzione russa, che nell'insurrezione cecena del 1940-1944, a causa della quale furono deportati in Kazakistan dove rimasero fino al 1957.
Dopo il diploma, Basaev cercò di continuare gli studi e lavorò, spendendo anche due anni nell'Esercito sovietico come pompiere e occupandosi poi del commercio di computer.

### Lotta armata e atti terroristici

#### Crisi cecena
Nell'ottobre 1991, subito dopo il collasso dell'Unione Sovietica e la nascita della Federazione Russa, il nazionalista Džochar Dudaev dichiarò l'indipendenza della Cecenia, innescando la reazione di El'cin che dichiarò lo stato d'emergenza e mobilitò l'esercito, in un'escalation di tensione che avrebbe portato nel 1994 alla prima guerra cecena. Basaev si unì al movimento insurrezionalista e il 9 novembre 1991 acquistò notorietà partecipando al sequestro di un Tupolev-154 dell'Aeroflot ad Ankara, in Turchia, quando minacciò di far esplodere l'aereo se lo stato d'emergenza non fosse stato ritirato e richiese una conferenza stampa per richiamare l'attenzione internazionale sulla questione cecena. Il sequestro si risolse senza vittime, con la fuga dei terroristi e il ritorno in patria dell'aereo.

#### Prima guerra cecena
Con lo scoppio della prima guerra cecena divenne uno dei comandanti della guerriglia e combatté nella cosiddetta battaglia di Groznyj, infliggendo gravi perdite ai russi, che però riuscirono ad avere la meglio a inizio 1995, e partendo da Groznyj avanzarono rapidamente nel territorio ceceno. Il 3 giugno 1995 un raid aereo russo sul suo Paese natale provocò 11 morti e 12 feriti fra i suoi familiari: tra le vittime ci furono anche sua moglie, suo figlio e sua sorella.
Per fermare l'avanzata dei nemici, gli indipendentisti ricorsero alla tattica del sequestro di civili nel territorio russo. Il 14 giugno Basaev guidò un gruppo di miliziani che presero in ostaggio 1600 civili nell'ospedale di Budënnovsk, nel sud della Russia: il sequestro finì con l'uccisione di almeno 129 persone (più di 100 tra i civili), anche per via di tre interventi armati falliti delle forze speciali. L'azione ottenne come risultato un cessate il fuoco in Cecenia e l'apertura di negoziati diretti (poi falliti) tra i russi e il governo separatista, oltre a causare una crisi politica in Russia che portò alle dimissioni dei ministri della sicurezza e dell'interno. I sequestratori riuscirono a fuggire servendosi di scudi umani, e portarono con sé un certo quantitativo di cesio radioattivo, rubato dall'ospedale, che fu poi disseminato nei dintorni di Mosca e ritrovato nel novembre successivo.
Nel 1996 fu in prima linea nella riconquista di Groznyj, che determinò essenzialmente la fine della prima guerra cecena e il ritiro dei russi.
Si candidò alle elezioni presidenziali del 1996, ma non andò oltre il 23,5 % dei consensi. Le elezioni furono vinte dal più moderato Aslan Maschadov, che però gli offrì la poltrona di vice primo ministro a inizio 1997. Dal gennaio 1998 mantenne per sei mesi la carica di primo ministro, prima di dimettersi a luglio in polemica con Maschadov, con il quale i rapporti si deteriorarono profondamente, e che accusò di stare riportando la Cecenia sotto il dominio russo.

#### Seconda guerra cecena
Gli attentati contro abitazioni civili russe, in cui morirono oltre 300 persone, furono attribuiti a ordini impartiti da Basaev (che avrebbe però negato) come risposta all'invasione russa del Daghestan, e fu perciò incolpato il governo di Maskhadov di aver dato appoggio ai terroristi. Questo fu il pretesto per lo scoppio della seconda guerra cecena. Nel gennaio 2000 i russi erano già alle porte di Groznyj, e Basaev stesso nella fuga saltò su una mina perdendo un piede, ma riuscì a rifugiarsi sulle montagne e a riorganizzarsi, anche con il supporto di miliziani islamici provenienti dall'Afghanistan e da altri stati islamici. Nell'agosto 2001 guidò una pesante ma inutile offensiva nel distretto di Vedenskij. Diverse voci su presunti ferimenti o uccisioni di Basaev furono diffuse negli anni dalle forze russe, ma si rivelarono sempre false.
L'impossibilità di contrastare l'avanzata russa indusse Basaev a ricorrere nuovamente al terrorismo, con una spaventosa serie di attentati che dal 2002 alla sua morte provocarono un vero e proprio bagno di sangue. Tra quelli rivendicati ci furono:
- l'attacco al teatro Dubrovka dell'ottobre 2002, che causò 129 vittime tra i civili e finì col massacro di 39 dei 40 terroristi;
- gli attacchi suicidi del 27 dicembre 2002 contro la sede del governo a Groznyj, che causarono il crollo dell'edificio e 80 vittime;
- l'attacco suicida del 12 maggio 2003 contro un edificio governativo russo a Znamenskij, nel nord della Cecenia, con 59 vittime;
- il primo attacco contro Achmat Kadyrov, il presidente ceceno filorusso, del 14 maggio 2003, quando una kamikaze (membro delle vedove nere, il corpo delle kamikaze donne creato da Basaev) gli si è avvicinata e si è fatta saltare in aria, causando 14 vittime ma lasciandolo illeso;
- il secondo e decisivo attentato contro Achmat Kadyrov con l'uso di esplosivo a Groznyj, il 9 maggio 2004, in cui morirono almeno altre cinque persone;
- la bomba nella metropolitana di Mosca (10 morti) e gli attacchi suicidi su due voli di linea (89 morti) dell'agosto 2004;
- la strage di Beslan del settembre 2004 (oltre 350 morti), di cui rivendicò l'organizzazione e il finanziamento.
- l'attacco contro edifici governativi a Nal'čik, nella Repubblica autonoma di Cabardino-Balcaria, che tra il 13 e il 14 ottobre 2005 portarono a oltre 100 morti.

Basaev ha anche guidato l'attacco contro edifici governativi a Nazran', capitale dell'Inguscezia, nella notte tra il 21 e il 22 giugno 2004, che lasciò più di 90 morti incluso il Ministro dell'Interno.
Nonostante una taglia di 10 milioni di dollari sulla sua testa, concesse un'intervista al giornalista russo Andrej Babickij in cui dichiarò che la barbarie delle sue azioni era una semplice risposta alla barbarie perpetrata dai russi contro il suo popolo. Basaev affermò che la responsabilità era del popolo russo, che con il suo silenzio aveva avallato le azioni del governo, e che quindi tutti i russi avrebbero dovuto provare la guerra sulla propria pelle prima che gli attacchi si fermassero.
Il 23 agosto 2005 entrò di nuovo a far parte del governo separatista e il 27 giugno 2006 il nuovo presidente, Dokka Umarov, lo nominò suo vice.

#### Militanza pancaucasica
Obiettivo conclamato degli islamici separatisti in Cecenia è sempre stato quello, una volta ottenuta l'indipendenza dalla Russia, di creare un emirato, o califfato, che riunisse le repubbliche caucasiche in un unico stato islamico. A tale scopo i gruppi secessionisti hanno stretto legami più o meno forti con altri gruppi islamisti radicali caucasici e medio orientali, e sono spesso intervenuti militarmente nelle repubbliche vicine.
Basaev nel 1992 guidò un battaglione ceceno nella guerra del Nagorno Karabakh a fianco degli azeri. Qui conobbe Ibn al-Khattab, un rivoluzionario arabo fondamentalista con cui avrebbe fondato nel 1999 la Brigata Islamica Internazionale e organizzato azioni di guerriglia e terrorismo.
Sempre nel 1992 combatté nella guerra georgiano-abcasa (nell'ambito più ampio della guerra civile in Georgia) a fianco dei secessionisti abcasi, e fu determinante nella sconfitta delle truppe governative, seguita dalla pulizia etnica della maggioranza georgiana in Abcasia. In questa guerra la Russia ha supportato la lotta indipendentista abcasa, appoggiando probabilmente lo stesso Basaev nel tentativo, continuato fino alla seconda guerra in Ossezia del Sud, di strappare alla Georgia il dominio sulle repubbliche abcasa e sud osseta.
Nell'agosto del 1999, alla guida della Brigata Islamica Internazionale, attaccò il Daghestan insieme con diversi altri gruppi fondamentalisti islamici, in uno degli ennesimi tentativi di creare un emirato islamico nel nord del Caucaso, sottraendo la repubblica al dominio russo, ma l'intervento di Mosca li costrinse alla ritirata meno di un mese dopo.
Visti i legami con gruppi terroristici islamici è stato accusato spesso di intrattenere rapporti con Osama bin Laden e al Qaida, in particolare dal governo russo che, dopo gli attacchi dell'11 settembre, ha cercato in questo modo di screditarlo. Sebbene Basaev abbia sempre negato contatti diretti con al Qaida, i contatti indiretti sono accertati, a partire dal legame con Ibn al-Khattab, che aveva combattuto con i mujaheddin afghani finanziati da Bin Laden, e con altri gruppi radicali fondamentalisti. Anche il Dipartimento di Stato USA ha sostenuto che nel 2001 Basaev si fosse occupato dell'addestramento nei campi di al Qaida in Afghanistan, e nel 2003 è stato riconosciuto come minaccia alla sicurezza degli Stati Uniti.
Nel 2004 rivendicò per la sua organizzazione la responsabilità della strage di Beslan, costata la vita ad oltre 330 persone (di cui 186 minorenni), divenendo ampiamente noto all'opinione pubblica internazionale e spingendo il governo russo ad intensificare ulteriormente il proprio intervento militare in Cecenia.

### Morte
Nel marzo 2006 il primo ministro ceceno Ramzan Kadyrov, figlio di Achmat Kadyrov, affermò che 3.000 soldati della sua guardia personale Kadyrovtsy stavano braccando Basaev nelle montagne del sud. Le autorità russe sostennero che l'esplosione a Malgobek, in Inguscezia, che portò alla sua morte il 10 luglio 2006 fu il risultato di un'operazione mirata per prevenire possibili attentati durante il summit del G8 di San Pietroburgo, previsto per il 15-17 luglio di quell'anno. I ribelli hanno invece sostenuto che si sia trattato di un incidente. La sua morte ha lasciato vacante il posto di coordinamento del movimento ribelle ceceno, già amputato di un altro dei suoi leader con l'uccisione nel 2005, da parte dei russi, di Aslan Maschadov, unico leader moderato ad aver dimostrato una certa capacità di controllo su tutti i gruppi indipendentisti, persino di quelli più radicali.